# Ahmad Abu al-Ghajt
Ahmad Abu al-Ghajt, Ahmed Aboul Gheit, arab. أحمد أبو الغيط (ur. 12 czerwca 1942) – egipski polityk i dyplomata.
Karierę dyplomatyczną rozpoczął w 1965 roku jako trzeci sekretarz ambasady Egiptu na Cyprze. Następnie mianowano go pierwszym sekretarzem egipskiego przedstawicielstwa przy Organizacji Narodów Zjednoczonych w Nowym Jorku. W 1984 roku został doradcą politycznym placówki w Moskwie. Od 1992 do 1996 roku był ambasadorem Egiptu we Włoszech z jednoczesną akredytacją w San Marino i Macedonii. Od 1999 roku pełnił funkcję stałego przedstawiciela przy Organizacji Narodów Zjednoczonych.
W lipcu 2004 roku objął funkcję Ministra Spraw Zagranicznych Egiptu w rządzie Ahmada Nazifa. Utrzymał ją również w rządzie marszałka Ahmada Szafika powołanym w wyniku protestów społecznych pod koniec stycznia 2011 roku. Zdymisjonowany w marcu 2011 roku.
W 2016 roku został wybrany na stanowisko sekretarza generalnego Ligi Państw Arabskich. Funkcję objął 1 lipca 2016 roku.

## Odznaczenia
- Wielka Wstęga Orderu Wschodzącego Słońca (Japonia, 2025)[5]